# بنانا کالچر
بنانا کالچر (انگلیسی: Banana Culture) شرکت سرگرمی کره‌ای است، که در سال ۱۹۹۲ تأسیس شد.